# Ardisia glomeriflora
Ardisia glomeriflora är en viveväxtart som beskrevs av J. F. Morales. Ardisia glomeriflora ingår i släktet Ardisia och familjen viveväxter. Inga underarter finns listade i Catalogue of Life.